# Jill Lepore

Jill Lepore (2020)

Jill Lepore [ləˈpɔːɹ] (* 27. August 1966 in West Boylston, Worcester County, Massachusetts) ist eine US-amerikanische Historikerin, Essayistin und Hochschullehrerin an der Harvard University. Sie befasst sich mit amerikanischer Geschichte.

## Leben
Lepores Vater war Rektor einer High School, die Mutter unterrichtete an derselben Schule Kunst, nachdem sie bereits als Designerin und Stewardess gearbeitet hatte. Lepore wuchs in West Boylston auf und studierte zunächst Mathematik und dann Englisch an der Tufts University mit dem Bachelor-Abschluss. Danach war sie Sekretärin an der Harvard Business School, bevor sie amerikanische Kulturgeschichte an der University of Michigan studierte mit dem Master-Abschluss 1990 und 1995 an der Yale University in amerikanischer Geschichte promovierte. 1995/96 lehrte sie an der University of California, San Diego, danach an der Boston University und ab 2003 in Harvard.  Sie ist David Woods Kemper ’41 Professor of American History in Harvard und seit 2012 Harvard College Professor in Anerkennung ihrer Lehre für untere Semester.
Lepore war Präsidentin der Society of American Historians und Kommissarin der National Portrait Gallery in Washington.

## Auszeichnungen (Auswahl)
- 1998: Ralph-Waldo-Emerson-Preis für The Name of War: King Philip’s War and the Origins of American Identity
- 1999: Bancroft-Preis für The Name of War: King Philip’s War and the Origins of American Identity
- 2006: Anisfield-Wolf Book Award für New York Burning: Liberty, Slavery, and Conspiracy in Eighteenth-Century Manhattan
- 2021: Hannah-Arendt-Preis für politisches Denken[3]

## Werk
In These Truths: A History of the United States (2018) vertritt sie die Ansicht, dass die Widersprüche, auf denen die USA gegründet wurden – einerseits Realisierung der Freiheitsrechte der Aufklärungszeit, andererseits Sklaverei selbst unter den Unterzeichnern der amerikanischen Unabhängigkeitserklärung und Verfassung –, untrennbarer Bestandteil der amerikanischen Geschichte bleiben werden. Das Buch war in den USA ein Bestseller. Michael Hochgeschwender urteilte über das Buch: „Jill Lepore hat eine großartige Geschichte der USA von 1865 bis zur Gegenwart geschrieben, deren Vorgeschichte aber durch ihre weltanschaulichen Prämissen eher verzerrt als geklärt wird.“ Sie verweigere sich einer Historisierung der zentralen Begriffe Freiheit und Gleichheit und führe „unter der Hand [...] einen transhistorischen, überzeitlichen, inhaltlich unbestimmten, essenzialistischen Begriff von Freiheit und Gleichheit“ ein. Martin Doerry kritisierte, dass Lepore in ihrem Buch kein Interesse am Amerikanischen Bürgerkrieg zeige und beispielsweise William T. Sherman nicht einmal erwähne. Lepores Buch sei „die bestlesbare Geschichte der Vereinigten Staaten in einem Band“, urteilte Claus Leggewie.
Neben wissenschaftlichen Werken veröffentlichte sie 2008 auch einen historischen Roman (Blindspot, mit Jane Kamensky). Mit der Geschichtsprofessorin Kamensky gründete sie die historische Online-Zeitschrift Common-place. Außerdem beriet sie Geschichtsprojekte und verfasste Beiträge fürs Radio (zum Beispiel The Search for Big Brown 2015 in The New Yorker Radio Hour).
Sie schreibt seit 2005 als Redaktionsmitglied beim New Yorker über amerikanische Geschichte, juristische Themen, Literatur und Politik. Außerdem veröffentlichte sie unter anderem in der New York Times, dem Times Literary Supplement, Foreign Affairs, Yale Law Journal, American Scholar, The Journal of American History und American Quarterly. Aus ihren Essays beim New Yorker entstanden die Bücher The Mansion of Happiness (in der Endauswahl für die Carnegie Medal for Excellence in Nonfiction), The Story of America, The Whites of Their Eyes. 2015 erhielt sie den American History Book Prize für The Secret History of Wonder Women. Für The Name of War erhielt sie 1999 den Bancroft Prize, The Story of America war in der Endrunde des PEN Literary Award for the Art of the Essay, Book of Ages war in der Endrunde des National Book Award für Sachbücher und New York Burning war 2006 in der Endrunde des Pulitzer Prize für Geschichte. 2014 wurde sie Fellow der American Academy of Arts and Sciences. 2019 war sie in der Endrunde des Pulitzer-Preises für Kritiker.

## Privates
Lepore ist verheiratet und hat drei Söhne. Sie ist Fan der Boston Red Sox.

## Bücher
- The Name of War: King Philip’s War and the Origins of American Identity, Alfred A. Knopf, New York 1998, ISBN 978-0-679-44686-6.
- Encounters in the New World: A History in Documents, Oxford University Press, New York 2000, ISBN 978-0-19-510513-1.
- A is for American: Letters and Other Characters in the Newly United States. Alfred A. Knopf, New York 2002, ISBN 978-0-375-40449-8.
- New York Burning: Liberty, Slavery, and Conspiracy in Eighteenth-century Manhattan, Alfred A. Knopf, New York 2005, ISBN 978-1-4000-4029-2.
- The Whites of Their Eyes: The Tea Party’s Revolution and the Battle Over American History, Princeton University Press, Princeton 2010, ISBN 978-0-691-15027-7.
- The Mansion of Happiness: A History of Life and Death, New York: Alfred A. Knopf, 2012. ISBN 978-0-307-59299-6.
- The Story of America: Essays on Origins, Princeton University Press, 2012. ISBN 978-0-691-15399-5.
- Book of Ages: The Life and Opinions of Jane Franklin, Alfred A. Knopf, New York 2013, ISBN 978-0-307-95834-1. (über die jüngste Schwester von Benjamin Franklin, die sich  zwar auch intensiv mit Literatur und Politik befasste und schriftstellerisch begabt war, aber hauptsächlich als Mutter von zwölf Kindern wirkte)
- The Secret History of Wonder Woman, Alfred A. Knopf, New York 2014, ISBN 978-0-385-35404-2.
  - Deutsche Übersetzung: Die geheime Geschichte von Wonder Woman. Aus dem Englischen übersetzt von Werner Roller. C. H. Beck, München 2022, ISBN 978-3-406-78455-2.
- Joe Gould’s Teeth, Alfred A. Knopf, New York 2016, ISBN 978-1-101-94758-6.
- These Truths: A History of the United States, W. W. Norton & Company, New York 2018, ISBN 978-0-393-63524-9.
  - Deutsche Übersetzung: Diese Wahrheiten. Geschichte der Vereinigten Staaten von Amerika, C. H. Beck, München  2019, ISBN 978-3-406-73988-0.[8]
- This America: The Case for the Nation, W. W. Norton & Company, New York 2019, ISBN 978-1-63149-641-7.
  - Deutsche Übersetzung: Dieses Amerika. Manifest für eine bessere Nation, C. H. Beck, München 2020, ISBN 978-3-406-74920-9.
- The Deadline: Essays. Liveright, New York 2023, ISBN 978-1-63149-612-7.
- We the People: A History of the U.S. Constitution. Liveright, New York 2025, ISBN 978-1-63149-608-0.